# Катастрофа на „Сикорски CH-53“ на израелските ВВС през 1977 г.
На 10 май 1977 г. хеликоптер „Сикорски CH-53 Сий Сталиан“ на израелските военновъздушни сили се разбива по време на учение в Йорданската долина, при което загиват всички 54 души на борда (включително 10-членният екипаж). Катастрофата става известна като „Асон ХаНун-Далед“ или „Катастрофата на 54-те“.
Причината за инцидента е летенето през тъмната част на деня на твърде ниска височина, което довежда до удара на хеликоптера в хълм, катастрофа и експлозия. Това остава най-тежкият инцидент с една летателна машина на Западния бряг. Мястото на катастрофата се намира в долината на река Йордан, близо до израелското селище Нааран, северно от Йерихон.